# Нунан, Жаклин
Жакли́н А́нна Ну́нан (англ. Jacqueline Noonan; 28 октября 1928, Берлингтон, округ Читтенден, штат Вермонт, США – 23 июля 2020) — американский кардиолог-педиатр. Honoris causa, именем которой назван синдром генетического заболевания — «Синдром Нунан».

## Биография
Жаклин Нунан родилась в 1928 году в семье Фрэнсиса и Юджинии Нунан. У неё было три сестры: Беверли, Джоан и Джойс. Изучала химию в колледже Альберта Великого (Нью-Хейвен, штата Коннектикут), затем получила медицинское образование в Вермонтском университете (1954).
Впоследствии работала в клинике университета Северной Каролины, позже начала специализироваться в педиатрии.
В 1959 году была назначена первым детским кардиологом в клинике университете Айовы. В 1961 году Нунан перешла в клинику Кентуккийского университета, где работала заведующей кафедрой более сорока лет.

## Научная деятельность
Практиковавшая в качестве детского кардиолога в клинике университета в Айове, Жаклин Нунан заметила, что дети (как мальчики, так и девочки) с редким типом порока сердца называемым стенозом лёгочной артерии (врождённый порок сердца), часто характеризуются низкорослостью, перепончатой вертикальной складкой на шее, широко расставленными глазами, птозом и низкорасположенными ушными раковинами. Изучив сочетание клинической картины врождённого порока сердца с другими аномалиями развития на примере 833 пациентов, она в 1962 году написала статью: «Associated non-cardiac malformations in children with congenital heart disease» (Сочетание несердечных аномалий у детей с врождённым пороком сердца), в которой описала 9 детей, на фоне врождённого порока сердца имевших характерные черты лица, деформации грудной клетки и невысокий рост. Патология встречалась как у мужчин, так и у женщин, при этом количество хромосом оставалось нормальным (46).
После опубликования статьи, пациентов с признаками описанными Жаклин Нунан называли «Hypertelorism with Turner Phenotype» (гипертелоризм с фенотипом Тернера). В 1971 году на симпозиуме, посвящённом вопросам кардиоваскулярной патологии для обозначения симптомокомплекса официально признан эпоним «Синдром Нунан».